# Perovići (Kostrena)
Pour les articles homonymes, voir Perovići.
Perovići est une localité de Croatie située dans la municipalité de Kostrena, comitat de Primorje-Gorski Kotar. En 2001, la localité comptait 32 habitants.

## Démographie
| 1948 | 1953 | 1961 | 1971 | 1981 | 1991 | 2001 |
| ---- | ---- | ---- | ---- | ---- | ---- | ---- |
| 28   | 13   | 23   | 28   | 47   | 291  | 32   |